# 張有忠
張有忠（1915年6月17日—2007年8月29日:201），臺灣雲林人，曾擔任日本大阪地方裁判所兼區裁判所判事、中華民國臺南地檢處檢察官、臺灣高等法院臺南分院庭長等職，後於日本大阪開設律師事務所。著名事蹟包括參與光華寮訴訟案以及獨力將《中華民國六法全書》翻譯成日文版，他於1993年獲頒中華民國一等司法獎章。

## 生平

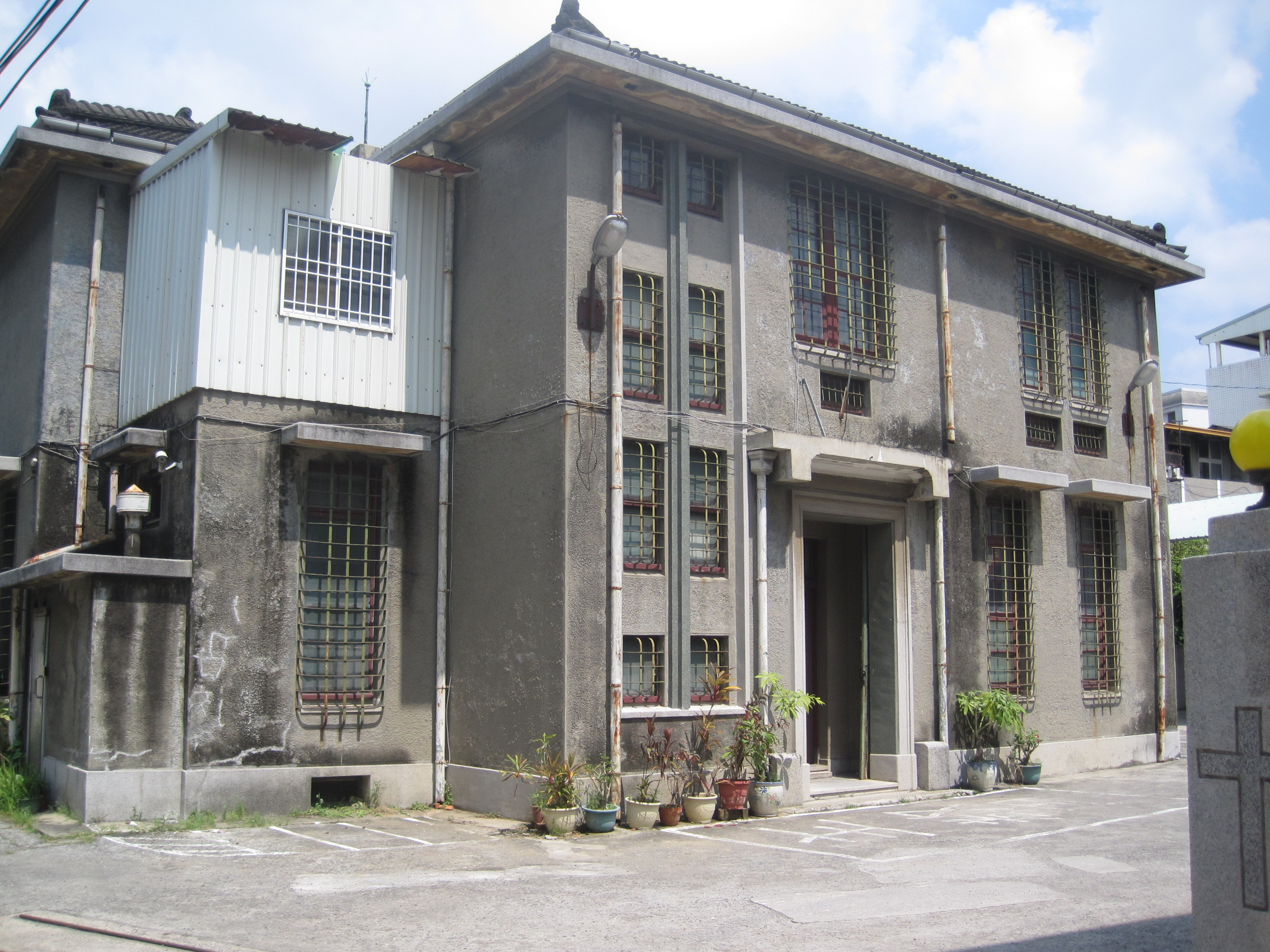
張有忠在臺南擔任律師時的的事務所與宅邸

張有忠出生於日治時期的嘉義廳斗六支廳菜公區斗六堡咬狗庄的湖山藔，即今天的雲林縣林內鄉湖本村。出身農家的他幼時就讀於內林公學校（今斗六市梅林國小），夜間與假日則於「漢學塾」學習四書五經等古籍。1929年3月從公學校畢業後，曾報考臺南師範學校（今國立臺南大學），然而由於身體檢查不及格而落榜，後來到斗六公學校（今斗六市鎮西國小）高等科修讀一年再考，仍因身體檢查不及格落榜:201。1930年3月張有忠自斗六公學校高等科退學，幫忙家中農事，一年後改報考臺南州立嘉義中學校（今嘉義高中）錄取，於1931年4月入學:201。由於就讀嘉義中學校時成績優異，得以保送進入臺北高等學校（今址為國立臺灣師範大學），就讀文科甲類，且從第二學年起成績表現良好得以免除學雜費:201。
1938年張有忠自臺北高等學校文科乙類畢業後，考進東京帝國大學法學部，並在1940年10月通過高等文官試驗司法科考試，隔年（1941年）大學畢業後，即在4月9日以第26期「司法官試補」身分派任神戶地方裁判所實習，次年（1942年）12月派任為大阪地方裁判所兼區裁判所判事:201。
二次世界大戰之後，張有忠於1946年3月離開日本司法界返回臺灣，回臺後於同年5月成為中華民國臺南地方法院臺南檢察處（今臺灣臺南地方法院檢察署）的檢察官:202。當時臺灣司法界正處於新舊交替的階段，期間產生不少狀況，對此張有忠認為雖然兩方的法律基本上幾乎沒兩樣，但由於所生長的社會不同，使得兩邊的司法人員從對事情的想法、處理事件的方式與人生觀都不相同。而在二二八事件發生後，臺南檢察處的外省官員紛紛走避，由張有忠獨撐大局，而後在湯德章律師的事件中，張有忠在會議上力陳應該讓湯德章接受司法審判，但不被軍方採納，但後來對於無辜遭牽連者，則勇於以檢察官身分以不構成內亂罪之要件為由對被告處以不起訴處分。
此後張有忠先是在1947年9月轉任臺南地方法院推事，次年（1948年）8月改任臺灣高等法院臺南分院檢察處檢察官，1952年6月成為台灣高等法院推事，1953年4月成為臺灣高等法院臺南分院庭長:202。擔任庭長任內因故與院長對立，拒絕轉任地方法院院長，而於1954年4月辭職，擔任聯合報南社社長。次年（1955年）10月辭職，並於10月26日於臺南律師公會登錄後執行律師職務，其事務所即位在中華聖母主教座堂附近，之後在1960年成為臺南律師公會的常務理事。
1964年為了子女的教育，張有忠選擇前往日本，加入大阪的律師公會，於大阪市北區的西天滿設置事務所。而後在1967年由於中華民國與中華人民共和國之間爭奪光華寮的產權，張有忠即受中華民國政府委託於京都地方裁判所打官司。
1985年張有忠與當時的中華民國副總統李登輝會面，會中受託將中華民國的六法全書翻譯成日文，其成果於1993年出版，同年得到中華民國頒發的一等司法獎章。
2007年8月29日，因大動脈瘤破裂於日本大阪的醫院逝世。

## 著作
- . 張有忠. 1987 （日语）.[8]
- . 勁草書房. 1989. ISBN 4326931329 （日语）.[9]
- . 日本評論社. 1993. ISBN 9784535581128 （日语）.[10]
- . 堵南舎、張有忠. 1989 （日语）.[11]
- . 第一プリント. 1999 （日语）.[12]

## 其他
- 張有忠於擔任臺灣高等法院臺南分院庭長期間曾贈送匾額「義氣春秋」給故鄉湖本村的天聖宮[13]
- 張有忠之妻劉荔是旅日臺灣明星翁倩玉母親劉雪娥的姊姊[4]